# Mocoa
Mocoa er en kommune og hovedstad i departementet Putumayo i Colombia.
Byen ligger i det nordvestlige Putumayo. Kommunen grænser til departementerne Nariño mod vest og Cauca mod nord.